# Supercupa României 2019
La Supercupa României 2019 è stata la 21ª edizione della Supercoppa rumena. La partita si è disputata a Ploiești allo Stadio Ilie Oană tra il CFR Cluj, vincitore del campionato ed il Viitorul Costanza, vincitore della coppa nazionale. Il Cluj è la squadra campione in carica. Il Viitorul Costanza ha conquistato il trofeo per la prima volta nella sua storia.

## Le squadre
| Squadre           | Qualificazione                           | Partecipazioni precedenti (il grassetto indica la vittoria) |
| ----------------- | ---------------------------------------- | ----------------------------------------------------------- |
| CFR Cluj          | Vincitore della Liga I 2018-2019         | 5 (2009, 2010, 2012, 2016, 2018)                            |
| Viitorul Costanza | Vincitrice della Cupa României 2018-2019 | 1 (2017)                                                    |

## Tabellino
| Arbitro: | Colțescu |

|  |           |            |
|  | Marcatori | 86’ Artean |